# 斯普林花園鎮區 (伊利諾伊州傑佛遜縣)
斯普林花園鎮區（英語：Spring Garden Township）是位於美國伊利諾伊州傑佛遜縣的一個行政鎮區。

## 地方資料
根據2010年美國人口普查的數據，斯普林花園鎮區的面積為98.70平方千米，當中陸地面積為95.10平方千米，而水域面積為3.60平方千米。當地共有人口3286人，而人口密度為每平方千米33.29人。